# لایه نخودی

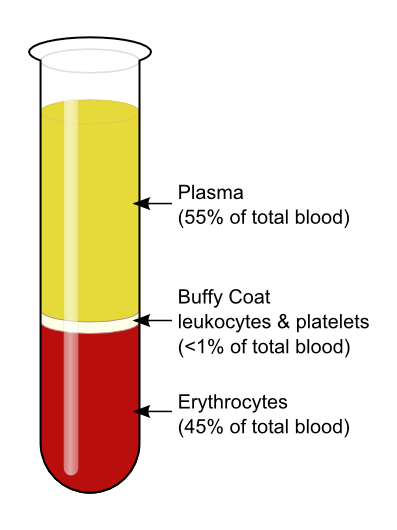
اجزای خون پس از گریزانش

لایه نخودی (به انگلیسی: Buffy coat) لایه ای به رنگ زرد شیری است که پس از گریزانش در قسمت میانی دیده می شود و حاوی گلبول‌های سفید و پلاکتهاست.